# Zou Rong

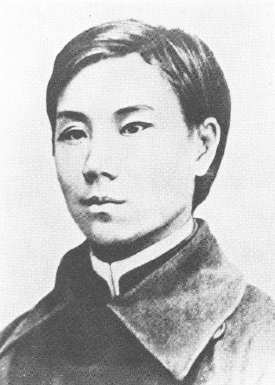
Zou Rong

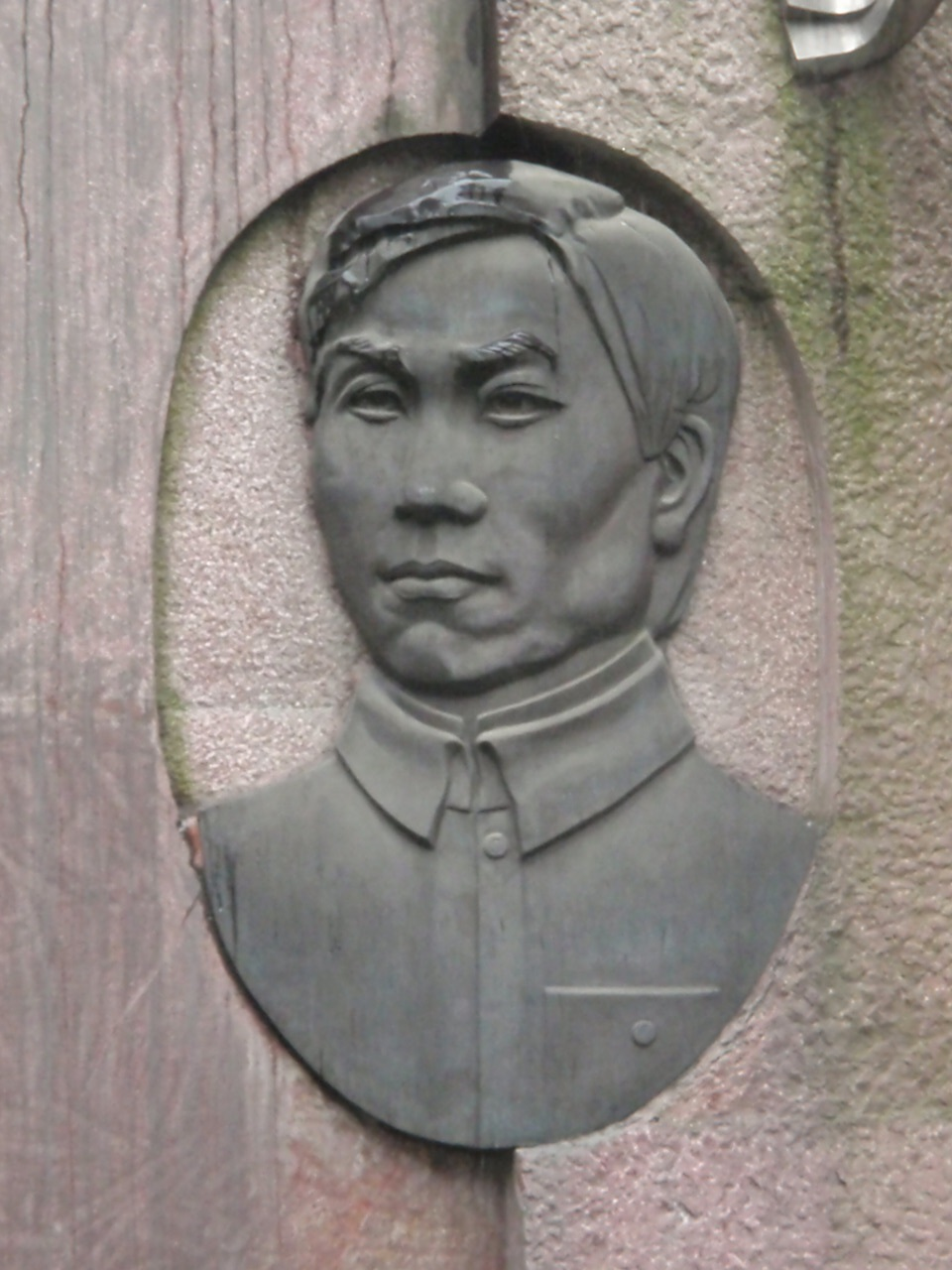
Zou Rong (Relief in Chongqing)

 Zou Rong  (chinesisch 鄒容 / 邹容, W.-G. Tsou Jung, geboren 1885 im Kreis Ba (巴县 „Baxian“), Sichuan (heute Stadtbezirk Banan, Chongqing); gestorben 1905 in Shanghai) war ein chinesischer demokratischer Revolutionär, Anarchist und nationalistischer Schriftsteller. Er ist am besten dafür bekannt, einen revolutionären Aufsatz verfasst zu haben, der den Sturz der Qing-Dynastie der Mandschu befürwortete.
Zou Rong ging 1902 zum Studium nach Japan und kehrte 1903 nach China zurück. Zusammen mit anderen Revolutionären wie Chen Duxiu schnitt er seinen Haarzopf ab, was ein rebellischer Akt gegen die vorherrschende Qing-Dynastie war.

## Die Revolutionäre Armee
In Shanghai schloss er sich dem rebellischen Intellektuellen Zhang Binglin an und veröffentlichte sein Pamphlet Die Revolutionäre Armee (Geming jun 革命军) in Zhangs Magazin Subao (苏報 / 苏报, Su = Abk. für Jiangsu). Der Aufsatz befürwortete den Sturz der Qing-Dynastie, was sowohl ihn als auch Zhang in Shanghai vor Gericht brachte. Er wurde wegen Majestätsverbrechen zu einer Gefängnisstrafe verurteilt. Zou starb 1905 im Gefängnis und wurde Märtyrer der republikanischen Bewegung in China.

## Schriften
- Geming jun 革命军 [Die Revolutionäre Armee]. Zhonghua shuju, 1971 (HYDZD-Bibliographie 2632)